# Bio-Cancer
A Bio-Cancer görög thrash metal együttes.

## Története
2010-ben alakult Athénban. Először egy "Thrash or Be Thrashed Vol. 2" című válogatáslemezen szerepeltek, majd 2012-ben megjelentették első nagylemezüket, Ear Piercing Thrash címmel. Második albumuk 2015-ben jelent meg, Tormenting the Innocent címmel, a Candlelight Records gondozásában (az első stúdióalbumukat az "Athens Thrash Attack Records" jelentette meg)
A Metal Hammer magazin a szintén görög Suicidal Angels, Acid Death, Insidead együttesekhez hasonlította őket, míg a Brave Words a Sodom, Kreator és Testament együttesekhez hasonlította a Bio-Cancer zenéjét. A Metal.de magazin pedig a Skeletonwitch-hez hasonlította őket.

## Tagok
- Giannis Lagoutaris - vokál, basszusgitár
- Thanasis Andreou - gitár
- Lefteris Hatziandreou - ének
- Stavros Marinos - gitár, vokál
- Tomek Solomonidis - dob

## Diszkográfia
- Ear Piercing Thrash (2012)
- Tormenting the Innocent (2015)